# 因普勒大街站
因普勒大街站（德語：U-Bahnhof Implerstraße）是慕尼黑地铁3号线和6号线位于慕尼黑森德灵的一座车站，位于慕尼黑因普勒大街。此站是往南方向3号线和6号线最后的交汇车站，在两线报站中会有换乘提示。本站得名于同名街道因普勒大街（德語：Implerstraße），因普勒是14世纪慕尼黑的一个贵族家族。本站开通于1975年11月25日。跨度达22.5米的无柱站台是本站的独特之处。